# أبو يعقوب الوارجلاني
أبو يعقوب يوسف بن إبراهيم الوارجلاني من وارجلان بالجزائر، من علماء الإباضية البارزين. كان في شبابه ارتحل إلى الأندلس وسكن قرطبة وفسر القرآن تفسيرا كبيرا فائقا جمع فيه من العلوم ما لم يذكره غيره وصنف في أصول الدين في كتابه الدليل والبرهان في ثلاثة أجزاء. وهو الذي رتب مسند الربيع بن حبيب على النحو المعروف الآن.

## مؤلفاته
له عدة مؤلفات منها:
- الدليل والبرهان
- العدل والإنصاف